# River Plym
Der River Plym ist ein Fluss in Devon im Südwesten Großbritanniens.

## Verlauf
Er entspringt auf 450 m Höhe am Plymhead im Dartmoor, etwa 6 km südsüdöstlich von Princetown. Der Fluss fließt zuerst südwestlich durch das Dartmoor, am rechten Ufer des Oberlaufs liegt der Steinkreiskomplex von Drizzlecombe. Das Dartmoor verlässt der River Plym durch den Dewerstone Wood, in dem von rechts der aus dem Burrator Reservoir kommende River Meavy zufließt. Der Fluss fließt nun durch das bewaldete Bickleigh Valley Richtung Süden. Bei Plympton wird er vom Devon Expressway A38 überquert. Hinter der Autobahnbrücke fließt der Fluss nun südwestlich durch den Laira genannten Mündungstrichter. Der Fluss bildet hier die Nordgrenze des Parks von Saltram House, entlang des rechten Flussufers verlaufen die A374 und eine Eisenbahnstrecke. 3 km weiter überquert die Laira Bridge den Fluss. Entlang des Ufers erstrecken sich Industrie- und Gewerbebetriebe, ehe der River Plym in die Cattewater genannten Mündungsbucht fließt. Das Cattewater wird im Süden durch die Mount Batten-Halbinsel mit dem 24 m hohen Felsen Mount Batten vom Plymouth Sound abgetrennt. Hier mündet der River Plym schließlich östlich des Sutton Pool, des alten Hafens von Plymouth, in den Plymouth Sound.

## Geschichte

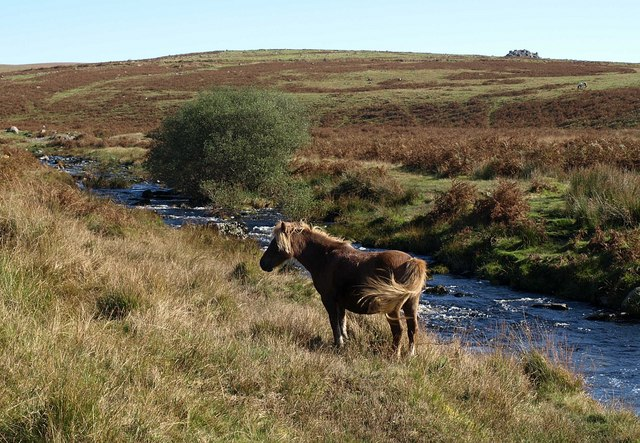
Der River Plym im Dartmoor

Seinen Namen erhielt der Fluss durch die 904 zuerst erwähnte Stadt Plympton, was auf altenglisch Pflaumenbaumdorf bedeutet. Diese Bezeichnung übertrug sich auf den Fluss und später auf die Stadt Plymouth.
Im frühen Mittelalter war der River Plym bis Plympton schiffbar. Durch den Bergbau im Dartmoor wurden jedoch zahlreiche Sedimente in den Fluss gespült, so dass der Plym im 16. Jahrhundert versandete. Der Handel verlagerte sich von Plympton nach Plymouth. Noch heute ist der Fluss durch den Kaolinabbau in seinem Einzugsgebiet stark mit Schwebstoffen belastet.
Der normale Wasserstand des River Plym bei Carnwood im Bickleigh Valley schwankt zwischen 0,16 und 1,60 m, der Höchstwasserstand betrug 2,55 m.